# Euscorpius gamma
Euscorpius gamma Caporiacco, 1950 è uno scorpione appartenente alla famiglia Euscorpiidae, diffuso in Europa.

## Distribuzione e habitat
La specie è diffusa in Austria, Croazia, Italia e Slovenia, soprattutto in zone di montagna con alto tasso di umidità. Può essere trovato sotto pietre, tronchi o sotto la corteccia degli alberi.

## Biologia
Per il veleno non ci sono dati medici disponibili, ma i resoconti provenienti da altre specie di Euscorpius suggeriscono effetti locali. Questo scorpione raramente si avvale del suo pungiglione.